# Kaskasapakte
Kaskasapakte (2043 m n. m.) je hora ve Skandinávském pohoří. Nachází se v severním Švédsku v kraji Norrbotten na území komuny Kiruna. Na úbočí hory se nachází ledovcové jezero Tarfala s meteorologickou a glaciologickou výzkumnou stanicí. S nadmořskou výškou 2043 m se jedná o čtvrtou nejvyšší horu Švédska (šestou, pokud se počítají i vedlejší vrcholy Kebnekaise a Sarektjåkkå).
Výstup na vrchol je náročnou záležitostí. Normální cesta západní stěnou je ohrožena padajícím kamením. Cesta severní stěnou vysokou 500 m je zase vedena kombinovaným terénem skála-led.